# Gordon Thomas
Gordon W. „Tiny” Thomas (ur. 18 sierpnia 1921 w Shipley, zm. 10 kwietnia 2013 w Peterborough) – brytyjski kolarz szosowy, srebrny medalista olimpijski.

## Kariera
Największy sukces w karierze Gordon Thomas osiągnął w 1948 roku, kiedy wspólnie z Bobem Maitlandem i Ianem Scottem zdobył srebrny medal w drużynowym wyścigu ze startu wspólnego podczas igrzysk olimpijskich w Londynie. Był to jedyny medal wywalczony przez Thomasa na międzynarodowej imprezie tej rangi. Na tych samych igrzyskach Brytyjczyk został sklasyfikowany na ósmej pozycji w rywalizacji indywidualnej. Poza igrzyskami Thomas zwyciężył w Circuit of the Dales w 1947 roku oraz w klasyfikacji generalnej Tour of Britain w 1953 roku. Ponadto w latach 1952 i 1953 zdobywał brązowe medale szosowych mistrzostw Wielkiej Brytanii (oba w indywidualnym wyścigu ze startu wspólnego). Nigdy nie zdobył medalu na szosowych mistrzostwach świata.
Zmarł 10 kwietnia 2013 w Peterborough, a pochowany został 23 kwietnia 2013 w Shipley.